# العلاقات الجنوب إفريقية الغانية
العلاقات الجنوب أفريقية الغانية هي العلاقات الثنائية التي تجمع بين جنوب أفريقيا وغانا.

## مقارنة بين البلدين
هذه مقارنة عامة ومرجعية للدولتين:
| وجه المقارنة                                              | جنوب أفريقيا | غانا         |
| --------------------------------------------------------- | --- | ------------ |
| المساحة (كم2)                                             | 1.22 مليون | 238.53 ألف   |
| عدد السكان (نسمة)                                         | 57.73 مليون | 26.91 مليون  |
| الكثافة السكانية (ن./كم²)                                 | 47.32 | 112.82       |
| العاصمة                                                   | بريتوريا، بلومفونتين، كيب تاون | أكرا         |
| اللغة الرسمية                                             | لغة إنجليزية، اللغة الأفريقانية، اللغة النديبلي الجنوبية، اللغة السوثو الشمالية، اللغة السوتية، لغة سوازي، اللغة التسونجا، اللغة التسوانية، اللغة الفيندية، اللغة الكوسية، اللغة الزولوية | لغة إنجليزية |
| العملة                                                    | راند جنوب أفريقي | سيدي غاني    |
| الناتج المحلي الإجمالي (بليون دولار)                      | 349.42 مليار | 47.33 مليار  |
| الناتج المحلي الإجمالي (تعادل القوة الشرائية) بليون دولار | 725.91 مليار | 115.41 مليار |
| الناتج المحلي الإجمالي الاسمي للفرد دولار أمريكي          | 5.72 ألف | 1.37 ألف     |
| الناتج المحلي الإجمالي للفرد دولار أمريكي                 | 13.05 ألف | 4.08 ألف     |
| مؤشر التنمية البشرية                                      | 0.666 | 0.579        |
| رمز المكالمات الدولي                                      | +27 | +233         |
| رمز الإنترنت                                              | .za | .gh          |
| المنطقة الزمنية                                           | ت ع م+02:00، أفريقيا/جوهانسبرغ ‏ | 00           |

## مدن متوأمة
في ما يلي قائمة باتفاقيات التوأمة بين مدن جنوب أفريقية وغانية:
- ترتبط بلدية تشواني [الإنجليزية]‏ مع كوماسي باتفاقية توأمة.
- ترتبط جوهانسبرغ مع أكرا باتفاقية توأمة منذ 1982.

## منظمات دولية مشتركة
يشترك البلدان في عضوية مجموعة من المنظمات الدولية، منها:
| علم المنظمة | اسم المنظمة                                                | تاريخ انضمام جنوب أفريقيا | تاريخ انضمام غانا |
| ----------- | ---------------------------------------------------------- | ------------------------- | ----------------- |
|             | وكالة ضمان الاستثمار متعدد الأطراف                         | 10 مارس 1994              | 29 أبريل 1988     |
|             | الأمم المتحدة                                              | 7 نوفمبر 1945             | 8 مارس 1957       |
|             | العملية المشتركة للاتحاد الأفريقي والأمم المتحدة في دارفور | ?                         | ?                 |
|             | دول الكومنولث                                              | 11 ديسمبر 1931            | ?                 |
|             | الفريق المعني برصد الأرض                                   | ?                         | ?                 |
|             | منظمة حظر الأسلحة الكيميائية                               | ?                         | ?                 |
|             | منظمة التجارة العالمية                                     | 1995                      | ?                 |
|             | منظمة الشرطة الجنائية الدولية                              | ?                         | ?                 |
|             | الاتحاد الأفريقي                                           | 6 يونيو 1994              | ?                 |
|             | البنك الإفريقي للتنمية                                     | ?                         | ?                 |
|             | مؤسسة التنمية الدولية                                      | 12 أكتوبر 1960            | 29 ديسمبر 1960    |
|             | يونسكو                                                     | 4 نوفمبر 1946             | 11 أبريل 1958     |
|             | مجموعة دول أفريقيا والكاريبي والمحيط الهادئ                | ?                         | ?                 |
|             | الاتحاد البريدي العالمي                                    | ?                         | ?                 |
|             | البنك الدولي للإنشاء والتعمير                              | 27 ديسمبر 1945            | 20 سبتمبر 1957    |
|             | الاتحاد الدولي للاتصالات                                   | 1910                      | 17 مايو 1957      |
|             | مؤسسة التمويل الدولية                                      | 3 أبريل 1957              | 3 أبريل 1958      |

## وصلات خارجية
- موقع وزارة الخارجية الجنوب أفريقية
- موقع وزارة الخارجية الغانية